# Auguste Bravais
Auguste Bravais, nascut a Annonay el 23 d'agost de 1811 i mort a Chesnay el 30 de març de 1863 va ser un astrònom, físic minearòleg i geòleg francès.
En cristal·lografia va treballar en l'actualment coneguda com a Xarxa de Bravais i en la llei de Bravais.
També treballà en altres camps científics, en hidrografia visità les costes d'Algèria i en l'expedició de la Recherche a Spitzberg i a Lapònia..
Va ser el cofundador de la Société météorologique française, i succeí Albin Reine Roussin a l'Académie des sciences el 1854. .

## Obres més conegudes
- Essai sur la disposition générale des feuilles rectisériées, 1839
- Sur l'équilibre des corps flottants, 1840
- Mémoire sur les lignes d'anciens niveaux de mer dans la Finmark, 1841
- Mémoire sur les courants ascendants de l'atmosphère, 1843
- Mémoire sur le mouvement propre du soleil dans l'espace, 1843
- Notice sur les parhélies qui sont situés à la même hauteur que le soleil, 1845
- Notice sur l'arc-en-ciel blanc, 1845
- Mémoire sur les halos et les phénomènes optiques qui les accompagnent, publié aussi dans le Journal de l'école royale polytechnique, 18, 1, 1847
- Sur les polyèdres symétriques, 1849
- Étude sur la cristallographie, 1851
- Notice sur un nouveau polariscope, suivies de recherches surs les doubles réfractions peu énergiques, 1851
- Sur l'influence qu'exerce la rotation de la terre sur le mouvement du pendule conique, 1854